# Rosnay (Indre)
Rosnay è un comune francese di 637 abitanti situato nel dipartimento dell'Indre nella regione del Centro-Valle della Loira.

## Società

### Evoluzione demografica
Abitanti censiti